# Angel Eyes (Gene Ammons)
Angel Eyes è un album di Gene Ammons, pubblicato dalla Prestige Records nel 1965. Tutti i brani furono registrati al Van Gelder Studio di Englewood Cliffs, New Jersey (Stati Uniti) nelle date indicate nella lista tracce.

## Tracce
Lato A
1. Gettin' Around – 6:46 (Gene Ammons) – Registrato il 17 giugno 1960
2. Blue Room – 5:34 (Richard Rodgers, Lorenz Hart) – Registrato il 17 giugno 1960
3. You Go to My Head – 5:55 (J. Fred Coots, Haven Gillespie) – Registrato il 5 settembre 1962

Lato B
1. Angel Eyes – 8:45 (Earl Brent, Matt Dennis) – Registrato il 17 giugno 1960
2. Water Jug – 5:10 (Frank Wess) – Registrato il 17 giugno 1960
3. It's the Talk of the Town – 4:15 (Jerry Livingston, Al J. Neiburg, Marty Symes) – Registrato il 5 settembre 1962[3]

## Musicisti
Brani A1, A2, B1 e B2
- Gene Ammons - sassofono tenore
- Frank Wess - sassofono alto, flauto
- Johnny Hammond Smith - organo
- Doug Watkins - contrabbasso
- Art Taylor - batteria

Brani A3 e B3
- Gene Ammons - sassofono tenore
- Mal Waldron - pianoforte
- Wendell Marshall - contrabbasso
- Ed Thigpen - batteria